# Katchal
Katchal, anciennement Tihnyu, est une île de l'archipel des Nicobar dans le Golfe du Bengale.

## Géographie
Katchal, située dans le groupe des îles du centre, mesure environ 19 km de longueur et 12 km de largeur maximales pour une superficie de 174,4 km2. Elle est distante de 7,5 kilomètres au sud-ouest de l'île de Camorta.